# Coronel Nishikawa
Paulo Nishikawa, conhecido como Coronel Nishikawa (Vera Cruz, 7 de janeiro de 1949) é um coronel da polícial militar e político brasileiro, filiado ao Partido Liberal (PL).
Nas eleições estaduais em São Paulo em 2018 obteve 23 094 votos e foi eleito deputado estadual.